# بوتي بالا
بوتي بالا (بالفارسية: بوتی بالا) هي قرية تقع في منطقة بولان في إيران. يقدر عدد سكانها بـ 636 نسمة بحسب إحصاء 2016.